# Vellamo Planitia (quadrangle)

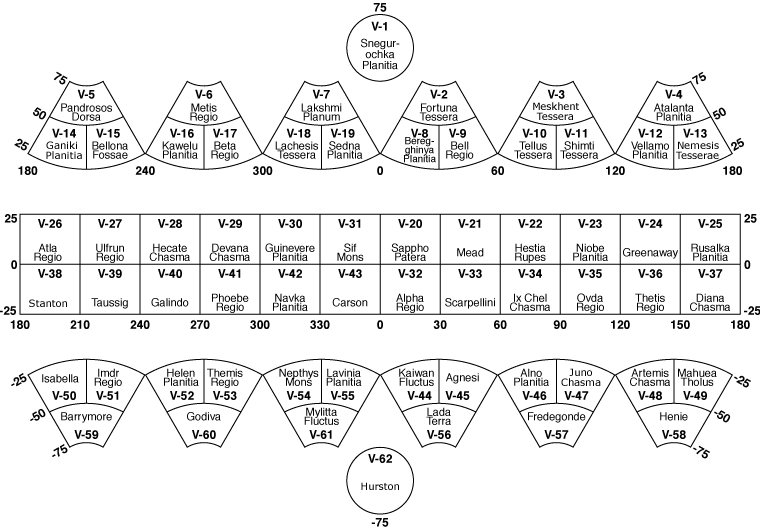
Quadrangles op Venus op schaal 1 : 5.000.000

Vellamo Planitia (V–12; breedtegraad 25°–50° N, lengtegraad 120°–150° E) is een quadrangle op de planeet Venus. Het is een van de 62 quadrangles op schaal 1 : 5.000.000. Het quadrangle werd genoemd naar Vellamo, de godin van water, meren en zeeën in de Finse mythologie.

## Geologische structuren in Vellamo Planitia
Colles
- Akkruva Colles

Coronae
- Boann Corona
- Cauteovan Corona
- Ved-Ava Corona

Dorsa
- Lumo Dorsa
- Nephele Dorsa

Fossae
- Hanekasa Fossae

Inslagkraters
- Almeida
- Avene
- Barto
- Irene
- Jaantje
- Jamila
- Laura
- MacDonald
- Nijinskaya
- Odarka
- Polina
- Regina
- Taglioni
- Valentina
- Vallija

Planitiae
- Llorona Planitia
- Niobe Planitia
- Vellamo Planitia

Tesserae
- Ananke Tessera
- Likho Tesserae